# Epileptic
Epileptic è il terzo album studio del gruppo musicale belga In-Quest, pubblicato nel 2004.

## Tracce
Testi e musiche di In-Quest, tranne dove indicato.
1. Neurofractal Bypass – 6:20
2. The Imminence of Disposition – 3:17
3. Reverberating Human Callousness – 4:14
4. Deprivation Synapse – 6:58
5. Retrospected Void – 4:01
6. In for the Kill – 3:00 (Pro-Pain)
7. Epileptic – 3:40
8. Scorched – 7:12
9. Placid Vortex – 3:58

## Formazione
- Gert Monden - batteria
- Douglas Verhoeven - chitarra
- Manu Van Tichelen - basso
- Jan Geenen - chitarra
- Sven de Caluwé - voce